# Timon Haugan
Timon Ludvig Haugan (ur. 27 grudnia 1996 w Støren) – norweski narciarz alpejski, brązowy medalista olimpijski, dwukrotny medalista mistrzostw świata seniorów i juniorów.

## Kariera
Po raz pierwszy na arenie międzynarodowej pojawił się 1 grudnia 2011 roku w Geilo, gdzie w zawodach juniorskich zajął 56. miejsce w slalomie. W 2016 roku wystartował na mistrzostwach świata juniorów w Soczi, zdobywając wraz z kolegami z reprezentacji brązowy medal w zawodach drużynowych. Zajął tam też między innymi 11. miejsce w superkombinacji. Na rozgrywanych rok później mistrzostwach świata juniorów w Åre był drugi w gigancie, przegrywając tylko z Loïkiem Meillardem ze Szwajcarii.
W zawodach Pucharu Świata zadebiutował 22 grudnia 2017 roku w Madonna di Campiglio, zajmując 24. miejsce w slalomie. Tym samym już w swoim debiucie zdobył pierwsze punkty. Na podium zawodów pucharowych po raz pierwszy stanął 8 lutego 2020 roku w Chamonix, gdzie rywalizację w tej samej konkurencji ukończył na drugiej pozycji. Rozdzielił tam na podium Francuza Clémenta Noëla i Austriaka Adriana Pertla. W sezonie 2023/2024 był siódmy w klasyfikacji generalnej, a w klasyfikacji slalomu zajął trzecie miejsce.
Wziął udział w igrzyskach olimpijskich w Pekinie w 2022 roku, gdzie razem z reprezentacją Norwegii zdobył brązowy medal w zawodach drużynowych. Był to jego jedyny start na tej imprezie. W tej samej konkurencji wywalczył srebrny medal podczas mistrzostw świata w Courchevel/Méribel w 2023 roku. Ponadto na tej imprezie zdobył także brązowy medal w gigancie równoległym, ulegając tylko Niemcowi Alexandrowi Schmidowi i Austriakowi Dominikowi Raschnerowi.

## Osiągnięcia

### Igrzyska olimpijskie
| Miejsce | Dzień     | Rok  | Miejscowość | Konkurencja      | Czas biegu | Strata | Zwycięzca |
| ------- | --------- | ---- | ----------- | ---------------- | ---------- | ------ | --------- |
| brąz    | 20 lutego | 2022 | Pekin       | Zawody drużynowe | –          | –      | Austria   |

### Mistrzostwa świata
| Miejsce | Dzień     | Rok  | Miejscowość        | Konkurencja          | Czas biegu | Strata | Zwycięzca              |
| ------- | --------- | ---- | ------------------ | -------------------- | ---------- | ------ | ---------------------- |
| 14.     | 16 lutego | 2021 | Cortina d’Ampezzo  | Gigant równoległy    | –          | –      | Mathieu Faivre         |
| DNF1    | 21 lutego | 2021 | Cortina d’Ampezzo  | Slalom               | 1:46,48    | –      | Sebastian Foss Solevåg |
| 2.      | 14 lutego | 2023 | Courchevel/Méribel | Drużynowo            | –          | –      | Stany Zjednoczone      |
| 3.      | 15 lutego | 2023 | Courchevel/Méribel | Gigant równoległy    | –          | –      | Alexander Schmid       |
| 17.     | 19 lutego | 2023 | Courchevel/Méribel | Slalom               | 1:39,50    | +1,31  | Henrik Kristoffersen   |
| 7.      | 4 lutego  | 2025 | Saalbach           | Zawody drużynowe     | –          | –      | Włochy                 |
| 9.      | 12 lutego | 2025 | Saalbach           | Kombinacja drużynowa | 2:42,38    | +1,30  | Szwajcaria 1           |
| 7.      | 14 lutego | 2025 | Saalbach           | Gigant               | 2:39,71    | +1,00  | Raphael Haaser         |
| 5.      | 16 lutego | 2025 | Saalbach           | Slalom               | 1:54,02    | +0,89  | Loïc Meillard          |

### Mistrzostwa świata juniorów
| Miejsce | Dzień     | Rok  | Miejscowość | Konkurencja     | Czas biegu | Strata | Zwycięzca       |
| ------- | --------- | ---- | ----------- | --------------- | ---------- | ------ | --------------- |
| 38.     | 27 lutego | 2016 | Soczi       | Zjazd           | 1:11,66    | +2,57  | Erik Arvidsson  |
| 37.     | 29 lutego | 2016 | Soczi       | Supergigant     | 1:09,95    | +2,77  | Matthieu Bailet |
| 11.     | 1 marca   | 2016 | Soczi       | Superkombinacja | 1:56,16    | +2,85  | Štefan Hadalin  |
| DNF2    | 3 marca   | 2016 | Soczi       | Gigant          | 2:14,32    | –      | Marco Odermatt  |
| 3.      | 4 marca   | 2016 | Soczi       | Drużynowo       | ?          | –      | Słowenia        |
| DNF1    | 5 marca   | 2016 | Soczi       | Slalom          | 1:36,84    | –      | Istok Rodeš     |
| DNF     | 8 marca   | 2017 | Åre         | Zjazd           | 1:23,34    | –      | Sam Morse       |
| DNF     | 9 marca   | 2017 | Åre         | Supergigant     | 1:17,91    | –      | Nils Alphand    |
| 5.      | 11 marca  | 2017 | Åre         | Superkombinacja | 2:05,14    | +1,81  | Loïc Meillard   |
| 2.      | 13 marca  | 2017 | Åre         | Gigant          | 2:25,23    | +0,57  | Loïc Meillard   |
| 15.     | 14 marca  | 2017 | Åre         | Slalom          | 1:37,64    | +2,27  | Adrian Pertl    |

### Puchar Świata

#### Miejsca w klasyfikacji generalnej
- sezon 2017/2018: 135.
- sezon 2018/2019: 127.
- sezon 2019/2020: 71.
- sezon 2020/2021: 77.
- sezon 2021/2022: 49.
- sezon 2022/2023: 35.
- sezon 2023/2024: 7.
- sezon 2024/2025: 5.

#### Miejsca na podium w zawodach
1. Chamonix – 8 lutego 2020 (slalom) – 2. miejsce
2. Palisades Tahoe – 26 lutego 2023 (slalom) – 2. miejsce
3. Schladming – 24 stycznia 2024 (slalom) – 2. miejsce
4. Aspen – 2 marca 2024 (gigant) – 3. miejsce
5. Saalbach-Hinterglemm – 17 marca 2024 (slalom) – 1. miejsce
6. Alta Badia – 23 grudnia 2024 (slalom) – 1. miejsce
7. Wengen – 19 stycznia 2025 (slalom) – 2. miejsce
8. Schladming – 29 stycznia 2025 (slalom) – 1. miejsce
9. Kranjska Gora – 2 marca 2025 (slalom) – 2. miejsce
10. Sun Valley – 27 marca 2025 (slalom) – 1. miejsce